# Заплесье
Запле́сье (бел. Запле́ссе) — деревня в Дрогичинском районе Брестской области Беларуси. Входит в состав Дрогичинского сельсовета.

## История
Первое упоминание населённого пункта в письменных источниках относится к 1630 году.
С 1795 по 1920 год деревня находилась в составе Дрогичинской волости Кобринского уезда Российской империи. В 60-е годы XIX века население Заплесья было разделено на первую и вторую Заплесские сельские общины, принадлежавшие Петру Крашевскому и Северину Ляженскому соответственно. В первой Заплесской сельской общине состояло 70 ревизских душ (37 мужчин и 33 женщины), во второй — 115 (54 мужчины и 61 женщина). В 1905 году население деревни насчитывало 357 жителей.
С 1921 по 1939 год деревня находилась в составе Дрогичинской гмины Польши. В 1921 году в Заплесье было размещено 24 двора и проживало 182 жителя, все — православные христиане. В 30-е годы XX века в деревне насчитывалось 74 двора. В 1944 году, во время Великой Отечественной войны, к западу от Заплесья состоялся бой советских войск с немецкими.
В 1995 году в деревне находилось 111 дворов и 269 жителей.

## Достопримечательности
В 2 км на северо-востоке от Заплесья возведён памятник советским воинам, погибшим в боях против немецко-фашистских захватчиков в 1941 году.